# IV VV IV VV VIII
Albums de Autechre
Draft 7.30
(2003) æo3 and 3hæ
(2005)
IV VV IV VV VIII est un single promotionnel du groupe de musique électronique britannique Autechre, paru en 2003 pour accompagner la sortie de Draft 7.30.

## Titres
1. IV VV IV VV VIII (4:52)